# مذكرة بوش-أثنار
يُقال إن مذكرة بوش-أثنار هي توثيق لمحادثة جرت في 22 فبراير 2003 في كروفورد بولاية تكساس بين الرئيس الأمريكي جورج دبليو بوش ورئيس وزراء إسبانيا خوسيه ماريا أثنار ومستشارة الأمن القومي كوندوليزا رايس ودانيال فريد وألبرتو كارنيرو وخافيير روبيريز، وشارك السفير الإسباني لدى الولايات المتحدة رئيس الوزراء البريطاني توني بلير ورئيس الوزراء الإيطالي برلسكوني عبر الهاتف. سجل روبيريز تفاصيل الاجتماع التي نشرتها صحيفة إل بايس اليومية في مدريد في 26 سبتمبر 2007. تركز المحادثة على جهود الولايات المتحدة والمملكة المتحدة وإسبانيا لتمرير قرار ثانٍ من مجلس الأمن التابع للأمم المتحدة. كان من المفترض أن يتبع هذا "القرار الثاني" القرار 1441. كما أشار مؤيدو القرار إليه باسم "القرار الثامن عشر" في إشارة إلى قرارات الأمم المتحدة السبعة عشر التي فشل العراق في الامتثال لها.

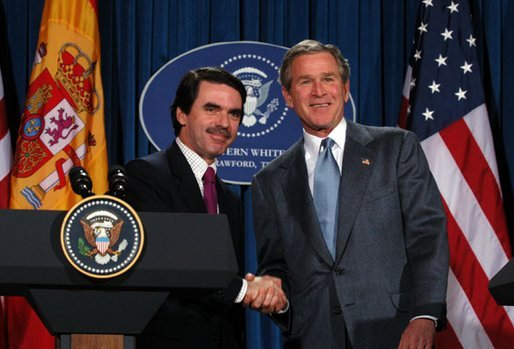
بوش وأثنار في مؤتمر صحفي عام في كروفورد في 22 فبراير 2003، وهو نفس اليوم الذي أجريت فيه المحادثة الموثقة في المذكرة

قدمت المذكرة لمحة عن الفترة التي سبقت غزو العراق عام 2003. وكشفت أن صدام حسين عرض التنحي عن السلطة ومغادرة العراق إذا سُمح له بالاحتفاظ بمليار دولار. وأشار البعض إلى أن هذا يُشير إلى إمكانية تجنب الحرب. كما تضمنت المذكرة دوافع محتملة لأعضاء مجلس الأمن التابع للأمم المتحدة لدعم السياسة الأمريكية: إذ أخبر أثنار أن عدم دعم القرار قد يُعرّض المساعدات الخارجية لأنغولا من حساب تحدي الألفية واتفاقية التجارة الحرة المنتظرة مع تشيلي (التي كانت تنتظر التصديق في مجلس الشيوخ الأمريكي آنذاك) للخطر. ويُظهر جزء آخر من المحضر ثقة بوش في استقرار العراق بعد الغزو.

## ملخص النص
يبدأ النص بتصريح بوش بأنه يريد السعي إلى إصدار قرار ثانٍ بسرعة، بعد يومين أو ثلاثة أيام من الاجتماع. يُفضّل أثنار ذلك بعد ثلاثة أيام حتى يتسنى لمجلس الشؤون العامة والعلاقات الخارجية الاجتماع مُسبقًا. يتصور بوش قرارًا مشابهًا للقرار الذي صدر خلال صراع كوسوفو، و"يريده مكتوبًا بحيث لا يتضمن عناصر إلزامية، ولا يذكر استخدام القوة، وينص على أن صدام حسين لم يتمكن من الوفاء بالتزاماته".
ثم سأل أثنار إن كان سيصدر إعلان موازٍ آخر. فأجابت كوندوليزا رايس بالنفي. وأكدت رايس رغبتها في حل بسيط لا يتضمن مراحل قد يستخدمها حسين للمماطلة. وذكرت أيضًا أنهم يجتمعون مع هانز بليكس في محاولة للحصول على معلومات يمكن استخدامها في القرار.
يقول بوش إن "صدام حسين لن يتغير وسيواصل التلاعب. لقد حان الوقت للتخلص منه". ويؤكد بوش أنهم سيواصلون الغزو حتى لو رُفض القرار، لكنه يعتقد أنهم سيتمكنون من تمرير القرار الثاني. ويذكر بوش أن قوات التحالف ستكون جاهزة للغزو خلال أسبوعين (الأسبوع الثاني من مارس/آذار 2003)، ويتوقعون أن يكونوا في بغداد بحلول نهاية مارس/آذار.
يواصل بوش مناقشة الاحتمالات المختلفة لما سيحدث لحسين. ويُقدّر احتمال موته أو رحيله بحلول سقوط بغداد بنسبة 15%. ويكشف بوش أن حسين يبدو أنه يُفضّل المنفى على الثبات في مكانه، وأنه أبلغ المصريين أنه سيغادر العراق إذا استطاع الحصول على مليار دولار ومعلومات عن أسلحة الدمار الشامل.
يواصل بوش حديثه وينتقل إلى مناقشة عراق ما بعد الغزو. يقول إنه يتوقع من جنرالات صدام حسين مقاومةً من خلال تفجير البنية التحتية، وخاصةً آبار النفط. ويؤكد أن القوات الغازية ستستولي على آبار النفط في وقت مبكر جدًا لمنع ذلك. في غضون ذلك، يقول إن السعودية ستنتج نفطًا إضافيًا لتغطية أي خلل في سوق النفط. يعتقد بوش أنهم قادرون على "الفوز دون تدمير"، وأن العراق يتمتع بأسس متينة، بما في ذلك بيروقراطية قوية ومجتمع مدني. ويتصور بوش حكومة عراقية على أساس اتحادي.
أعاد أثنار الحديث إلى القرار. أراد أثنار أن يذكر القرار أن حسين قد أضاع فرصته. ردّ بوش بأنه لا يكترث كثيرًا بمحتوى الرسالة، فردّ أثنار بأن الإسبان سيرسلون للأمريكيين نصًا للقرار. قال بوش إنه ليس لديهم نصّ محدد، بل فقط شرط نزع سلاح صدام. قال أثنار إن نصه سيُكتب لحشد المزيد من الدعم الدولي، فوافق بوش. ثم ناقش أثنار اجتماعه المرتقب مع الرئيس الفرنسي جاك شيراك في 26 فبراير، بعد وقت قصير من إعلان القرار. قال بوش إن شيراك يعتبر نفسه "السيد العربي"، وإن بينهما تنافسًا على العالم العربي.
ثم عاد أثنار إلى موضوع تقرير مفتشي الأمم المتحدة. أجابت رايس بأنهم لا يتوقعون الحصول على الكثير من التقرير، ومن المتوقع أن يُظهر العراقيون بعض الالتزامات البسيطة التي تتوافق مع التقرير. شبّه بوش لعبة الانتظار هذه بـ"التعذيب المائي الصيني"، مؤكدًا أنه لن ينتظر بعد منتصف مارس.
يقول بوش إنه سيضغط على الدول للحصول على دعمها. ويضيف أن عدم دعم القرار قد يُعرّض المساعدات الخارجية لأنغولا للخطر، كما قد يُعرّض التصديق على اتفاقية التجارة الحرة مع تشيلي في مجلس الشيوخ للخطر.
سأل أثنار إن كان هناك احتمال لنفي حسين. فأجاب بوش بأنه احتمال وارد، وتساءل أيضًا عن احتمال اغتيال حسين. قال بوش إن حسين يتوقع ألا يُحاكم في المنفى، لكن من المتوقع كشف المزيد من جرائمه الخفية، ومحاكمته لاحقًا أمام المحكمة الدولية في لاهاي.
يقول أثنار إن أفضل نتيجة هي نصرٌ بلا دماء. ويوافقه بوش، مُقرًّا بما تُسببه الحرب من موتٍ ودمار، قائلاً: "علاوةً على ذلك، سيوفر ذلك 50 مليار دولار".
ثم طلب أثنار من بوش المساعدة في تعزيز الرأي العام (الإسباني على الأرجح). فأجاب بوش بأنه سيساعد بإلقاء خطاب يحدد فيه أهدافه ويضع القضية في "سياق أسمى". أعرب أثنار عن قلقه من انفصاله عن السياسة الإسبانية التاريخية. ردّ بوش بأنه هو الآخر يسترشد بالتاريخ، وأنه لا يريد أن يحكم عليه التاريخ ويقول إنه لم يؤدِّ واجبه. كما أنه لجأ إلى مجلس الأمن عندما سعى البعض في إدارته إلى تجنب الأمم المتحدة تمامًا. قال أثنار لبوش: "تفاؤلك فقط هو ما يقلقني". ردّ بوش: "أنا متفائل لأنني أعتقد أنني على حق. أنا في سلام مع نفسي. لدينا مهمة مواجهة تهديد خطير للسلام". ثم ألمح بوش إلى أن الأوروبيين يتنصلون من واجباتهم بسبب المواقف العنصرية. ثم قال إنه يتمتع بعلاقة جيدة مع كوفي عنان.
ينتهي النص بقول بوش: "كلما هاجمني الأوروبيون، ازدادت قوتي في الولايات المتحدة". يرد أثنار:"يجب أن نجعل قوتكم متناسبة مع تقدير الأوروبيين".

## النص
الرئيس بوش: نحن نؤيد استصدار قرار ثانٍ من مجلس الأمن، ونرغب في إنجازه بسرعة. ونرغب في الإعلان عنه يوم الاثنين أو الثلاثاء [24 أو 25 فبراير/شباط 2003].
رئيس الوزراء أثنار: يوم الثلاثاء أفضل، بعد اجتماع مجلس الشؤون العامة للاتحاد الأوروبي. من المهم الحفاظ على الزخم الذي حققه قرار قمة الاتحاد الأوروبي [في بروكسل، الاثنين 17 فبراير]. نفضل الانتظار حتى يوم الثلاثاء.
بوش: قد يكون ذلك مساء الاثنين، نظرًا لفارق التوقيت. على أي حال، الأسبوع المقبل. سنرى أن القرار مكتوبٌ بحيث لا يتضمن أي إجراءات إلزامية [للعراق]، ولا يذكر استخدام القوة، وينص على أن صدام حسين لم يتمكن من الوفاء بالتزاماته. يمكن للكثيرين التصويت على هذا النوع من القرارات. سيكون مشابهًا للقرار الصادر بشأن كوسوفو [في العاشر من يونيو/حزيران 1999].
أثنار: هل سيُقَدَّم إلى مجلس الأمن قبل صدور إعلان موازٍ، وبشكل مستقل عنه؟
كوندوليزا رايس: في الواقع، لن يكون هناك إعلان موازٍ. نفكر في قرار بسيط قدر الإمكان، خالٍ من التفاصيل المتعلقة بالتزامات [العراق]، بحيث يمكن لصدام حسين استخدامها كمراحل، وبالتالي قد يتجاهل الوفاء بها. نتحدث مع بليكس [رئيس مفتشي الأمم المتحدة] وآخرين من فريقه لاستخلاص أفكار تُسهم في صياغة القرار.
بوش: صدام حسين لن يتغير وسيواصل المناورات. لقد حان الوقت للتخلص منه. هكذا هو الوضع. أما أنا، فسأحاول من الآن فصاعدًا تخفيف حدة خطابي قدر الإمكان، بينما نسعى للموافقة على القرار. إذا استخدم أحد حق النقض (الفيتو)، فسنذهب. [لروسيا والصين وفرنسا، إلى جانب الولايات المتحدة والمملكة المتحدة، حق النقض في مجلس الأمن بصفتها أعضاء دائمين]. صدام حسين لن ينزع سلاحه. علينا أن نتخلص منه الآن. لقد تحلينا بصبرٍ هائل حتى الآن. يتبقى أسبوعان. خلال أسبوعين سنكون مستعدين عسكريًا. أعتقد أننا سنحصل على القرار الثاني. في مجلس الأمن، لدينا الأعضاء الأفارقة الثلاثة [الكاميرون وأنغولا وغينيا]، والتشيليون، والمكسيكيون. سأتحدث معهم جميعًا، ومع بوتين أيضًا، بطبيعة الحال. سنكون في بغداد نهاية مارس. هناك احتمال بنسبة 15% أن يموت صدام حسين أو يفر. لكن هذا الاحتمال لن يكون قائمًا إلا بعد أن نثبت عزيمتنا. المصريون يتحدثون مع صدام حسين. ويبدو أنه أبدى استعداده للرحيل إلى المنفى إذا استطاع أن يأخذ معه مليار دولار وجميع المعلومات التي يريدها عن أسلحة الدمار الشامل. [معمر] القذافي أبلغ برلسكوني أن صدام حسين يريد الرحيل. مبارك يخبرنا أنه في ظل هذه الظروف، من المحتمل جدًا أن يُغتال. نود أن نتحرك بتفويض من الأمم المتحدة. إذا تحركنا عسكريًا، فسنفعل ذلك بدقة متناهية، مع التركيز الشديد على أهدافنا. سنقضي على القوات الموالية له، وسيدرك الجيش النظامي سريعًا ما يجري. لقد أرسلنا رسالة واضحة جدًا إلى جنرالات صدام: سنعاملهم كمجرمي حرب. نعلم أنهم جمعوا كميات هائلة من الديناميت لهدم الجسور والبنى التحتية الأخرى ولتفجير آبار النفط. نتوقع احتلال تلك الآبار بسرعة كبيرة. كما سيساعدنا السعوديون بطرح كل ما نحتاجه من نفط في السوق. نحن بصدد إعداد حزمة مساعدات إنسانية واسعة النطاق. يمكننا تحقيق النصر دون دمار. نخطط بالفعل لعراق ما بعد صدام، وأعتقد أن هناك أسسًا متينة لمستقبل أفضل. يتمتع العراق بيروقراطية جيدة نسبيًا ومجتمع مدني قوي، ويمكن تنظيمه كنظام اتحادي. في غضون ذلك، نبذل قصارى جهدنا لتلبية الاحتياجات السياسية لأصدقائنا وحلفائنا.
أثنار: من المهم جدًا وجود قرار. ليس العمل به أو بدونه أمرًا هينًا. من المستحسن جدًا وجود أغلبية في مجلس الأمن تؤيد هذا القرار. في الواقع، من المهم إقراره بأغلبية، حتى لو استخدم أحدٌ حق النقض (الفيتو). لنفترض أن نص القرار سيتضمن، من بين أمور أخرى، إشارة إلى أن صدام حسين قد أضاع فرصته.
بوش: نعم، بكل تأكيد. من الأفضل الإشارة إلى "الوسائل الضرورية" [إشارة إلى نوع قرار الأمم المتحدة الذي يُجيز استخدام "جميع الوسائل الضرورية"].
أثنار: لم يتعاون صدام حسين، ولم يُنزع سلاحه؛ سيتعين علينا تلخيص انتهاكاته وإرسال رسالة أكثر تفصيلاً. سيسمح ذلك، على سبيل المثال، للمكسيك بالتحرك [إشارة إلى تغيير في موقفها السلبي من القرار الثاني، وهو تغييرٌ ربما كان أثنار على علم به من الرئيس فيسينتي فوكس يوم الجمعة، 21 فبراير/شباط، في مدينة مكسيكو].
بوش: القرار سيكون مُصمّمًا خصيصًا لمساعدتكم. لا يهمّني محتواه.
أثنار: سوف نرسل لك بعض النصوص النموذجية.
بوش: ليس لدينا أي نص. لدينا فقط شرط واحد: أن ينزع صدام حسين سلاحه. لا يمكننا السماح لصدام حسين بإطالة أمد الأمور حتى الصيف. ففي نهاية المطاف، استمرت هذه المرحلة الأخيرة أربعة أشهر، وهي فترة أكثر من كافية لنزع السلاح.
أثنار: إن وجود نص من شأنه أن يسمح لنا برعايته وأن نكون من المؤلفين المشاركين فيه، وأن نرتب لكثيرين آخرين لرعايته.
بوش: مثالي.
بوش: يبدو لي أن كل شيء على ما يرام. شيراك يدرك الحقيقة تمامًا. وقد أوضحت له أجهزة استخباراتهم ذلك. العرب ينقلون رسالة واضحة جدًا إلى شيراك: يجب أن يرحل صدام حسين. المشكلة هي أن شيراك يظن نفسه سيد العرب، لكنه في الحقيقة يُعيق حياتهم. لكنني لا أريد أي تنافس مع شيراك. لدينا وجهات نظر مختلفة، لكنني أود أن يكون هذا كل شيء. أبلغه تحياتي. حقًا! كلما شعر بوجود تنافس بيننا، كان ذلك أفضل للجميع.
أثنار: كيف يمكن دمج القرار مع تقرير المفتشين؟
كوندوليزا رايس: في الواقع، لن يُصدر تقرير في 28 فبراير، لكن المفتشين سيقدمون تقريرًا مكتوبًا في 1 مارس. لا نعلق آمالًا كبيرة على هذا التقرير. وكما في التقارير السابقة، ستكون الصورة متباينة. لديّ انطباع بأن بليكس سيكون الآن أكثر تشاؤمًا من ذي قبل تجاه نوايا العراقيين. بعد مثول المفتشين أمام المجلس، يجب أن نتوقع تصويتًا على القرار بعد أسبوع. في هذه الأثناء، سيحاول العراقيون توضيح وفائهم بالتزاماتهم. هذا غير صحيح، ولن يكون كافيًا، مع أنهم قد يعلنون عن تدمير بعض الصواريخ.
بوش: هذا أشبه بتعذيب الماء الصيني. يجب أن نضع حدًا له.
أثنار. أوافقك الرأي، لكن من الأفضل أن يكون هناك أكبر عدد ممكن من الأشخاص. تحلَّ بالصبر.
بوش: نفد صبري. لا أنوي الانتظار أكثر من منتصف مارس.
أثنار: لا أطلب منك صبرًا لا حدود له، بل أن تبذل قصارى جهدك حتى تنجح الأمور.
بوش: يجب على دول مثل المكسيك وتشيلي وأنغولا والكاميرون أن تدرك أن أمن الولايات المتحدة على المحك، وعليها أن تتصرف معنا بروح الصداقة. يجب على [الرئيس التشيلي ريكاردو] لاغوس أن يعلم أن اتفاقية التجارة الحرة مع تشيلي تنتظر تصديق مجلس الشيوخ، وأن أي موقف سلبي تجاهها قد يعرض التصديق للخطر. تتلقى أنغولا أموالًا من حساب الألفية [للمساعدة في تخفيف حدة الفقر]، وقد يتعرض ذلك للخطر أيضًا إذا لم يدعمها. ويجب على بوتين أن يعلم أن موقفه هذا يُعرّض علاقات روسيا بالولايات المتحدة للخطر.
أثنار: توني [بلير] يرغب في الانتظار حتى الرابع عشر من مارس/آذار.
بوش: أُفضّل العاشر. الأمر أشبه بلعبة شرطي سيء وشرطي جيد. لا أمانع أن أكون الشرطي السيء، ويمكن لبلير أن يكون الشرطي الجيد.
أثنار: هل هناك احتمال مؤكد أن يذهب صدام حسين إلى المنفى؟
بوش: هناك احتمالات، بما في ذلك أن يُغتال.
أثنار: المنفى مع ضمانة؟
بوش: لا ضمان. إنه لص، إرهابي، مجرم حرب. بالمقارنة مع صدام، ميلوسيفيتش أشبه بالأم تيريزا. عندما نتدخل، سنكتشف المزيد من الجرائم وسنُحيله إلى محكمة العدل الدولية. يظن صدام حسين أنه هرب بالفعل. يظن أن فرنسا وألمانيا قد توقفتا عن الوفاء بمسؤولياتهما. كما يظن أن مظاهرات الأسبوع الماضي [السبت، 15 فبراير] ستحميه. ويظن أنني ضعيف جدًا. لكن من حوله يعلمون أن الأمور غير ذلك. يعلمون أن مستقبله إما في المنفى أو في نعش. لذلك، من المهم جدًا مواصلة الضغط عليه. القذافي يُخبرنا من خلال قنوات خلفية أن هذا هو السبيل الوحيد للقضاء عليه. استراتيجية صدام حسين الوحيدة هي المماطلة، المماطلة، المماطلة.
أثنار: في الواقع، النجاح الأكبر سيكون في الفوز بالمباراة دون إطلاق رصاصة واحدة والدخول إلى بغداد.
بوش: بالنسبة لي، سيكون هذا هو الحل الأمثل. لا أريد الحرب. أعرف معنى الحروب، وأعرف الدمار والموت الذي تجلبه. أنا من يُعزي أمهات وأرامل القتلى. هذا هو الحل الأمثل لنا بكل تأكيد. بالإضافة إلى ذلك، سيوفر 50 مليار دولار.
أثنار: نحن بحاجة إليك لمساعدتنا في التعامل مع الرأي العام.
بوش: سنبذل قصارى جهدنا. يوم الأربعاء، سأتحدث عن الوضع في الشرق الأوسط، واقترح خطة السلام الجديدة التي تعرفونها، وعن أسلحة الدمار الشامل، وفوائد المجتمع الحر، وسأتناول تاريخ العراق في سياق أوسع. لعلّ ذلك يفيدكم.
أثنار: ما نقوم به هو تغيير جذري لإسبانيا والإسبان. نحن نغير السياسة التي اتبعتها البلاد على مدى المائتي عام الماضية.
بوش: إن الشعور التاريخي بالمسؤولية يُرشدني كما يُرشدكم. عندما يُحاكمنا التاريخ بعد بضع سنوات، لا أريد أن يتساءل الناس لماذا لم يُواجه بوش، أو أثنار، أو بلير مسؤولياتهم. في النهاية، ما يريده الناس هو التمتع بالحرية. مؤخرًا، في رومانيا، ذكّروني بمثال تشاوشيسكو: كان يكفي أن تُتهمه امرأة بالكذب، لينهار هذا الصرح القمعي بأكمله. إنها قوة الحرية التي لا تُقهر. أنا مُقتنع بأنني سأحصل على الحلّ.
أثنار: كل شيء على ما يرام.
بوش: لقد اتخذتُ قرارًا باللجوء إلى مجلس الأمن. ورغم الخلافات في إدارتي، قلتُ لشعبي إن علينا العمل مع أصدقائنا. سيكون من الرائع الحصول على قرار ثانٍ.
أثنار: الشيء الوحيد الذي يقلقني بشأنك هو تفاؤلك.
بوش: أنا متفائل لأنني أعتقد أنني على حق. أنا في سلام مع نفسي. لقد كان علينا مواجهة تهديد خطير للسلام. يُزعجني كثيرًا التفكير في لامبالاة الأوروبيين تجاه معاناة صدام حسين للعراقيين. ربما لأنه أسمر البشرة، ومنعزل، ومسلم، يعتقد الكثير من الأوروبيين أن كل شيء على ما يرام معه. لن أنسى ما قاله لي سولانا ذات مرة: لماذا نعتقد نحن الأمريكيين أن الأوروبيين معادون للسامية وغير قادرين على تحمل مسؤولياتهم؟ هذا الموقف الدفاعي مُريع. عليّ أن أعترف بأن لديّ علاقات رائعة مع كوفي عنان.
أثنار: إنه يشاطرك اهتماماتك الأخلاقية.
بوش: كلما هاجمني الأوروبيون أصبحت أقوى في الولايات المتحدة.
أثنار: نود أن نجعل قوتكم متوافقة مع تقدير الأوروبيين.

## روابط خارجية
- نص الاجتماع الذي نشرته صحيفة إل بايس
- مقال في الباييس على المذكرة
- ترجمة المحادثة المنشورة في مجلة نيويورك ريفيو أوف بوكس| - ع - ن - ت حرب العراق (2003–2011)     | - ع - ن - ت حرب العراق (2003–2011)                                                                                                                                                                                                                                                                                                                                                                                                                                                                                                                                                                                                                                                                                                                                                                                                                                                                                                                                                                                                                                                                                                                                                                                                                                                                                                                                                                                                                                                                                                                                                                                                                                                                       |
| -------------------------------------- | --- |
| - جزء من صراع العراق                   | |
| المقدمات                               | - الأساس المنطقي لحرب العراق - أنابيب الألومنيوم العراقية - أزمة نزع سلاح العراق - العراق وأسلحة الدمار الشامل - عمليات تزوير يورانيوم النيجر - برنامج الأسلحة البيولوجية العراقية - مبادرات السلام الفاشلة العراقية - مشروعية حرب العراق 2003 - الرأي العام في الولايات المتحدة بشأن غزو العراق - التغطية الإعلامية لحرب العراق - مقابلة صدام - انتهاكات مسندة إلى صدام حسين - حقوق الإنسان في العراق |
| الغزو                                  | - الخط الزمني لغزو العراق 2003 - التحضيرات لغزو العراق 2003 ‏ - القوات متعددة الجنسيات في العراق - معركة الناصرية - سقوط بغداد - معركة ممر ديبكة - إسقاط تمثال صدام في ساحة الفردوس - خطاب المهمة أنجزت - التكهن بأسلحة الدمار الشامل عقب غزو العراق عام 2003 - سلطة الائتلاف المؤقتة |
| الأحداث الرئيسة                        | - غزو العراق (2003) - إعدام صدام حسين (2006) - حرب العراق بمحافظة الأنبار (2003–2011) - جماعات مسلحة عراقية (2003–2011) - التمرد العراقي (2003–2006) - الحرب الأهلية العراقية (2006–2008) - اتفاق انسحاب القوات الأمريكية من العراق (2007–2011) |
| العمليات                               | \| 2003 \| - التنين محمول جوا [لغات أخرى]‏ - بابل القديمة - حربة البرق [لغات أخرى]‏ - بلدوغ ماموث [لغات أخرى]‏ - الإسهام الأسترالي - عقرب الصحراء [لغات أخرى]‏ - العمليات العسكرية للائتلاف - المطرقة الحديدية [لغات أخرى]‏ - العدالة الحديدية [لغات أخرى]‏ - آيفي بليزارد [لغات أخرى]‏ - التأخر في الشمال [لغات أخرى]‏ - Panther Squeeze [لغات أخرى]‏ - Peninsula Strike [لغات أخرى]‏ - عملية كوكب إكس ‏ - عملية الفجر الأحمر - عملية تليك \| \| 2004 \| - معركة سامراء - Bulldog Mammoth [لغات أخرى]‏ - عملية أطفال العراق - Iron Saber [لغات أخرى]‏ - معركة الفلوجة الثانية - معركة الفلوجة الثانية - Phantom Linebacker [لغات أخرى]‏ - Plymouth Rock [لغات أخرى]‏ - معركة الفلوجة الأولى - Warrior's Rage [لغات أخرى]‏ \| \| 2005 \| - Able Rising Force ‏ - Able Warrior ‏ - Badlands - عملية سايكلون - Dagger - Iron Hammer [لغات أخرى]‏ - ماتادور - New Market [لغات أخرى]‏ - الرمح - Squeeze Play [لغات أخرى]‏ - الستارة الفولاذية \| \| 2006 \| - الماجد - Gaugamela - Guardian Tiger ‏ - Iron Triangle [لغات أخرى]‏ - عملية ميدوسا - River Falcon ‏ - Scorpion - عملية سندباد [لغات أخرى]‏ - Swarmer - عملية معا إلى الأمام \| \| 2007 \| - عملية اللجاه [لغات أخرى]‏ - Arbead II ‏ - عملية آردنس [لغات أخرى]‏ - عملية النسر الأسود - عملية النسر المغوار - عملية فورسيث بارك ‏ - عملية فرض القانون - Leyte Gulf [لغات أخرى]‏ - Marne Avalanche [لغات أخرى]‏ - عملية شعلة مارن ‏ - عملية ماوتني [لغات أخرى]‏ - Phantom Strike [لغات أخرى]‏ - فانتوم ثاندر [لغات أخرى]‏ - Polar Tempest ‏ - Purple Haze ‏ - Saber Guardian [لغات أخرى]‏ - Sledgehammer - Stampede 3 [لغات أخرى]‏ - Tiger Hammer [لغات أخرى]‏ - عملية الحارس الشجاع ‏ \| \| 2008 \| - Operation Defeat Al Qaeda in the North - بشائر الخير - Operation Phantom Phoenix \| |
| ما بعد الحرب                           | - الأمر 81 - التمرد العراقي (2011–2013) - التدخل العسكري الدولي ضد تنظيم الدولة الإسلامية (داعش) (2014–الآن) - التدخل بقيادة الولايات المتحدة في العراق - الحرب الأهلية العراقية (2014–2017) (2014–2017) - التمرد العراقي (2017–الآن) (2017–الآن) |
| مواقف وآراء                            | - وجهات النظر حول غزو العراق عام 2003 - مشروعية غزو العراق عام 2003 - معارضة حرب العراق - احتجاجات ضد حرب العراق - نقد حرب العراق - مجلس الأمن الدولي وحرب العراق - المواقف الحكومية من حرب العراق قبل غزو العراق عام 2003 |
| جرائم الحرب                            | - مقتل الصحفيين بنيران القوات الأمريكية (2003) - مجزرة الفلوجة (2003) - إساءة معاملة السجناء والتعذيب في سجن أبي غريب (2004) - مجزرة حفلة عرس مكر الذيب (2004) - مجزرة حديثة (2005) - جرائم المحمودية (2006) - حادثة الإسحاقي (2006) - حادثة الحمدانية (2006) - الغارة الجوية على بغداد في 12 يوليو 2007 (2007) - مجزرة ساحة النسور (2007) - تسريب وثائق حرب العراق (2010) |
| التأثير                                | - لاجئون عراقيون - فريق الاستقصاء المتعلق بالعراق - أضرار بغداد خلال حرب العراق - نهب الآثار - مجلس الحكم العراقي - إعادة إعمار العراق - الإصلاح الاقتصادي في العراق - التكلفة المالية - ضحايا حرب العراق - لجنة تشيلكوت - حقوق الإنسان في العراق - كندا وحرب العراق |
| النصب التذكارية                        | - نصب العراق وأفغانستان التذكاري |
| قوائم                                  | - العمليات العسكرية في العراق من جانب الائتلاف بقيادة الولايات المتحدة - التفجيرات - إسقاطات الطيران والحوادث |
| الجدول الزمني للحرب                    | - 2003 - 2004 - 2005 - 2006 - 2007 - 2008 - 2009 - 2010 - 2011 |
| - تصنيف:حرب العراق - أخبار - ويكيميديا | |
| 2003                                   | - التنين محمول جوا [لغات أخرى]‏ - بابل القديمة - حربة البرق [لغات أخرى]‏ - بلدوغ ماموث [لغات أخرى]‏ - الإسهام الأسترالي - عقرب الصحراء [لغات أخرى]‏ - العمليات العسكرية للائتلاف - المطرقة الحديدية [لغات أخرى]‏ - العدالة الحديدية [لغات أخرى]‏ - آيفي بليزارد [لغات أخرى]‏ - التأخر في الشمال [لغات أخرى]‏ - Panther Squeeze [لغات أخرى]‏ - Peninsula Strike [لغات أخرى]‏ - عملية كوكب إكس ‏ - عملية الفجر الأحمر - عملية تليك |
| 2004                                   | - معركة سامراء - Bulldog Mammoth [لغات أخرى]‏ - عملية أطفال العراق - Iron Saber [لغات أخرى]‏ - معركة الفلوجة الثانية - معركة الفلوجة الثانية - Phantom Linebacker [لغات أخرى]‏ - Plymouth Rock [لغات أخرى]‏ - معركة الفلوجة الأولى - Warrior's Rage [لغات أخرى]‏ |
| 2005                                   | - Able Rising Force ‏ - Able Warrior ‏ - Badlands - عملية سايكلون - Dagger - Iron Hammer [لغات أخرى]‏ - ماتادور - New Market [لغات أخرى]‏ - الرمح - Squeeze Play [لغات أخرى]‏ - الستارة الفولاذية |
| 2006                                   | - الماجد - Gaugamela - Guardian Tiger ‏ - Iron Triangle [لغات أخرى]‏ - عملية ميدوسا - River Falcon ‏ - Scorpion - عملية سندباد [لغات أخرى]‏ - Swarmer - عملية معا إلى الأمام |
| 2007                                   | - عملية اللجاه [لغات أخرى]‏ - Arbead II ‏ - عملية آردنس [لغات أخرى]‏ - عملية النسر الأسود - عملية النسر المغوار - عملية فورسيث بارك ‏ - عملية فرض القانون - Leyte Gulf [لغات أخرى]‏ - Marne Avalanche [لغات أخرى]‏ - عملية شعلة مارن ‏ - عملية ماوتني [لغات أخرى]‏ - Phantom Strike [لغات أخرى]‏ - فانتوم ثاندر [لغات أخرى]‏ - Polar Tempest ‏ - Purple Haze ‏ - Saber Guardian [لغات أخرى]‏ - Sledgehammer - Stampede 3 [لغات أخرى]‏ - Tiger Hammer [لغات أخرى]‏ - عملية الحارس الشجاع ‏ |
| 2008                                   | - Operation Defeat Al Qaeda in the North - بشائر الخير - Operation Phantom Phoenix |